# سییو
سییو (به لاتین: Ciyu) یک شهرک در جمهوری خلق چین است که در شهرستان لینگشو واقع شده‌است. سییو ۱۴۹ متر بالاتر از سطح دریا واقع شده‌است.